# Rote Breitfuß-Beutelmaus

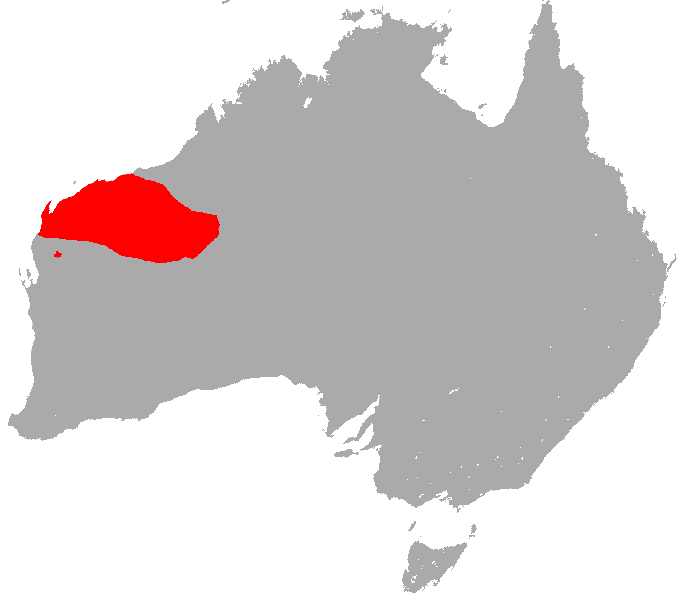
Verbreitungskarte der Rote Breitfuß-Beutelmaus

Die Rote Breitfuß-Beutelmaus (Dasykaluta rosamondae) ist eine Beutelsäugerart aus der Familie der Raubbeutler (Dasyuridae).

## Beschreibung
Der Körperbau dieser Tiere erinnert an Mäuse, mit denen sie aber nicht verwandt sind. Ihr langes, raues Fell ist rötlichbraun oder kupferfarben gefärbt. Der Kopf ist im Vergleich mit anderen Beutelmäusen kurz, die Ohren sind klein. Der dicke Schwanz ist deutlich kürzer als der Körper. Rote Breitfuß-Beutelmäuse erreichen eine Kopfrumpflänge von 9 bis 11 Zentimetern, einer Schwanzlänge von 5 bis 6,5 cm und ein Gewicht von 20 bis 40 Gramm. Die Rote Breitfuß-Beutelmaus ähnelt der Kammschwanz-Beutelmaus und der Pinselschwanz-Beutelmaus, ist jedoch deutlich kleiner, besitzt eine Rotfärbung und keine schwarzen Haare am Schwanz.

## Verbreitung und Lebensweise
Die Rote Breitfuß-Beutelmaus wurde erstmals 1964 bei einer Reihe von Expeditionen bei der Woodstock-Station, nahe der Pilbara-Region in Westaustralien entdeckt. Der Lebensraum befindet sich in der Pilbara-Region im nordwestlichen Western Australia. Ihr Lebensraum sind mit Stachelkopfgras bewachsene Grasländer. Die Tiere ernähren sich von Insekten und kleinen Wirbeltieren.
Rote Breitfuß-Beutelmäuse haben eine kurze Paarungszeit im November, Jungtiere werden üblicherweise im gleichen Monat geboren. Die Tragzeit dieser Tiere ist mit 38 bis 40 Tagen für Beutelsäuger sehr lang, möglicherweise ist sie aber durch eine verzögerte Entwicklung des Embryos je nach Nahrungsangebot bedingt. Die Wurfgröße beträgt bis zu acht Jungtiere, diese werden mit rund drei bis vier Monaten entwöhnt und mit zehn Monaten geschlechtsreif. Wie bei den Breitfuß-Beutelmäusen sterben alle männlichen Tiere, womöglich durch Stress, nach der ersten Paarung, die Weibchen hingegen können älter werden und unter Umständen ein zweites oder drittes Mal werfen.

## Systematik
Die Rote Breitfuß-Beutelmaus wurde früher in die Gattung der Breitfuß-Beutelmäuse (Antechinus) eingeordnet, jüngeren Untersuchungen zufolge ist sie jedoch nicht sonderlich eng mit diesen verwandt, sondern am nächsten mit der Sprenkelbeutelmaus (Parantechinus apicalis).
Der Artzusatz im wissenschaftlichen Namen bezieht sich auf Rosamund Clifford, eine Mätresse des englischen Königs Heinrich II., die genau wie die Beutelmaus rote Haare hatte.

## Belege
1. ↑  Ronald Strahan (Hrsg.): Complete Book of Australian Mammals. Angus & Robertson Publishers, Sydney u. a. 1983, ISBN 0-207-14454-0.